# Пиловибухобезпека гірничих виробок
Пиловибухобезпека гірничих виробок (рос. пылевзрывобезопасность горных выработок, англ. dust-explosion-proofness of mine workings; нім. Staubexplosionssicherheit f der Grubenbaue) — стан гірничих виробок, що оцінюється в аспекті можливих вибухів вугільного, сульфідного, сірчаного пилу.

## Загальна характеристика
Одним з осн. чинників, які зумовлюють П., є пиловідкладення.
Пил, який відклався у гірничій виробці, є потенційно вибуховим середовищем; існує нижня межа вибухонебезпечної запиленості виробки, при якій концентрація пилу, що завис у повітрі, становить 70-100 мг/м3.
Враховуючи тривалість накопичення вибухонебезпечної кількості пилу, всі гірничі виробки на шахтах поділяються на 2 групи:
- 1). час накопичення вибухонебезпечної кількості пилу 1 місяць і більше;

- 2). менше 1 місяця.

Всі вентиляційні штреки та ін. виробки з висхідним струменем повітря, віддалені від лави на 200 м і більше, належать до 1 групи; частини вентиляційних виробок довжиною до 200 м, які прилягають до лав, вуглеспускних ґезенків або скатів, — до 2 групи. Такий поділ гірн. виробок дозволяє диференційовано підходити до вибору способів попередження вибухів пилу в залежності від ступеня пило-вибухонебезпеки. Контроль за П. проводиться працівниками дільниці вентиляції і техніки безпеки. Під час побілки, обмивки, скріплення пилу контроль здійснюється візуально. Осн. чинники, від яких залежить вибуховість вугільного пилу: вихід летких речовин, дисперсний склад пилу, вміст в ньому золи і вологи, склад повітря гірничих виробок.

## Порівняльний стан в Україні та ін. країнах Європи
В Україні до небезпечних за пилом відносять пласти вугілля (горючих сланців) з виходом летких речовин 15 % та більше, а також пласти вугілля (крім антрацитів) з меншим виходом летких речовин, вибуховість пилу яких встановлена лабораторними випробовуваннями.
У Польщі, Чехії, Нідерландах небезпечними за пилом вважаються пласти вугілля з виходом летких речовин понад 12-14 %, у Великій Британії 20 %, в США 3,1-7,9 % (для вугілля всіх марок, крім антрацитів).
Верхня межа концентрації пилу в повітрі, вище якої горіння і вибух не розповсюджуються, 2000–3000 г/м3, найбільша сила вибуху досягається при концентрації 300—400 г/м3. Осн. джерелом займання сульфідного пилу є нагріті газоподібні продукти, що утворюються під час вибухових робіт. Найнебезпечніший сульфідний пил, що має в своєму складі фракції від 10–100 мкм. Пил з дисперсністю вищою 250 мкм практично вибухобезпечний. При вологості 9–9,5 % сульфідний пил також стає вибухобезпечним. Сірчаний пил небезпечніший, ніж сульфідний і вугільний. Мінімальна т-ра займання і вибуху грудкуватого сірчаного пилу відповідно 290 і 340 °С, кристалічного — 275 і 320 °С. Нижня межа вибуховості сірчаного пилу становить 5–15 г/м3. Верхня межа 600—1000 г/м3. Всі шахти, небезпечні за вибухом сірчаного пилу, розділяються на 2 групи в залежності від сер. вмісту сірки в руді: 1 група — 12–18 %; 2 група — понад 18 %.